# Corcelles-lès-Cîteaux
 Corcelles-lès-Cîteaux  es una población y comuna francesa, en la región de Borgoña, departamento de Côte-d'Or, en el distrito de Dijon y cantón de Gevrey-Chambertin.

## Demografía
| 184 | 178 | 262 | 456 | 525 | 720 |
| Para los censos de 1962 a 1999 la población legal corresponde a la población sin duplicidades (Fuente: INSEE [Consultar]) |     |     |     |     |     |